# Barbados Tramway Company
| Barbados Tramway Company             | Barbados Tramway Company      |
| ------------------------------------ | ----------------------------- |
| Tram in Bridgetown, Barbados         |                               |
| Bridgetown Trams at Trafalgar Square |                               |
| Streckenlänge:                       | 16 km                         |
| Spurweite:                           | Unbekannt, vermutlich 1067 mm |
|                                      |                               |

Die Barbados Tramway Company betrieb ein Netzwerk von von Pferden gezogenen Schmalspur-Straßenbahnen in Bridgetown auf der Insel Barbados mit einer unbekannten Spurweite von vermutlich 1067 mm (3 Fuß 6 Zoll).

## Geschichte
Ende 1882 verlegte der Ingenieur A. Fairlie Schmalspur-Straßenbahngleise in Bridgetown. Er hatte die Erlaubnis erhalten, eine von Pferden gezogene Straßenbahn in Bridgetown zu errichten und zu betreiben. Er meldete daraufhin am 5. Dezember 1882 die Barbados Tramway Company an, als die ersten zwei Meilen (3,2 km) der St. Lawrence Straßenbahnlinie bis Hastings Rocks fertiggestellt waren.
Der Knoten des Straßenbahnnetzwerks lag bei der Lord-Nelson-Statue am ehemaligen Trafalgar Square. Die Linie nach Süden kreuzte den Hafen im Constitution River über die Chamberlain Bridge, etwa einen Block (200 m) entfernt vom Endbahnhof der Barbados Railway, einer Schmalspur-Dampfeisenbahn, die am 20. Oktober 1881 in Betrieb genommen worden war.
Das Straßenbahnnetzwerk bestand aus fünf Linien, die nach Fontabelle, Belfield, Hindsbury, Belleville und St. Lawrence führten. Es hatte eine Streckenlänge von bis zu 16 km (10 Meilen). Die Barbados Tramway Company betrieb bis zu 25 von Pferden gezogene offene Wagen. Anstelle von Nummern hatten sie Namen wie ACTIVE, ALERT und JUBILEE.
Omnibusse mit Benzinmotor begannen ab 1907 mehr und mehr Fahrgäste zu befördern. Es gab 1908 bereits mehrere Busgesellschaften, die mit den langsameren Straßenbahnen im Wettbewerb standen. Daher wurde die Straßenbahngesellschaft 1910 an US-Investoren verkauft und in „Bridgetown Tramway Company“ umbenannt. Die amerikanischen Investoren hatten vor, Verlängerungen nach Norden bis Speightstown und nach Süden bis Oistins Town zu errichten, aber ihre Pläne ließen sich nicht realisieren. Stattdessen wurde der Betrieb 1925 eingestellt.